# Mădârjac
Mădârjac est une commune roumaine située dans le județ de Iași.